# Толвуйское сельское поселение
То́лвуйское сельское поселение — муниципальное образование в составе Медвежьегорского района Республики Карелия Российской Федерации. Административный центр — деревня Толвуя.

## Население
| 2009  | 2010  | 2012  | 2013  | 2014  | 2015  | 2016  |
| ----- | ----- | ----- | ----- | ----- | ----- | ----- |
| 1410  | ↘1273 | ↘1267 | ↘1225 | ↘1211 | ↘1176 | ↘1148 |
| 2017  | 2018  | 2019  | 2020  | 2021  | 2023  |       |
| ↘1133 | ↘1118 | ↘1102 | ↘1066 | ↘983  | ↘964  |       |

## Населённые пункты
В состав сельского поселения входит 18 населённых пунктов:
| №  | Населённый пункт | Тип населённого пункта | Население |
| -- | ---------------- | ---------------------- | --------- |
| 1  | Белохино         | деревня                | →0        |
| 2  | Берег            | деревня                | ↘3        |
| 3  | Большая Нива     | деревня                | →0        |
| 4  | Бор              | деревня                | ↘8        |
| 5  | Вицино           | деревня                | ↘3        |
| 6  | Вырозеро         | деревня                | ↘18       |
| 7  | Загубье          | деревня                | →5        |
| 8  | Зажогинская      | деревня                | →0        |
| 9  | Заречье          | деревня                | →1        |
| 10 | Кривоноговская   | деревня                | →8        |
| 11 | Кузаранда        | деревня                | ↘95       |
| 12 | Лебещина         | деревня                | ↘10       |
| 13 | Малая Нива       | деревня                | →0        |
| 14 | Никитинская      | деревня                | ↘4        |
| 15 | Падмозеро        | деревня                | ↘74       |
| 16 | Савинская        | деревня                | ↗23       |
| 17 | Свечниковская    | деревня                | →1        |
| 18 | Толвуя           | деревня                | ↘972      |

## Известные уроженцы
В деревне Долгая Нива Толвуйской волости родился известный плотник-реставратор Михаил Кузьмич Мышев (1887—1974).